# Ankhesenamon
Ankhesenamon (nata Ankhesenpaaton) (Akhetaton, 1348 a.C. circa – Tebe, dopo il 1322 a.C.) è stata una regina egizia della XVIII dinastia.

## Nomi
|                   |     |           |   |            |
| \| \| \| \| \| \| |     |           |   |            |
|                   |     |           |   |            |
| S34               | S29 | N35 · G40 | i | t · n · N5 |

| S34 | S29 | N35 · G40 | i | t · n · N5 |

|                   |     |           |   |            |
| \| \| \| \| \| \| |     |           |   |            |
|                   |     |           |   |            |
| S34               | S29 | N35 · G40 | i | t · n · N5 |

| S34 | S29 | N35 · G40 | i | t · n · N5 |

ˁnḫ=s n p3 Jtn - Ankhesenpaaton ("Possa ella vivere per Aton/La sua vita è [di] Aton")
|                   |     |     |   |        |
| \| \| \| \| \| \| |     |     |   |        |
|                   |     |     |   |        |
| S34               | S29 | N35 | i | mn · n |

| S34 | S29 | N35 | i | mn · n |

|                   |     |     |   |        |
| \| \| \| \| \| \| |     |     |   |        |
|                   |     |     |   |        |
| S34               | S29 | N35 | i | mn · n |

| S34 | S29 | N35 | i | mn · n |

ˁnḫ=s n Jmn - Ankhesenamon ("Possa ella vivere per Amon/La sua vita è [di] Amon")

## Biografia

### Primi anni
Ankhesenamon era terza figlia di Akhenaton, decimo faraone della XVIII dinastia egizia, e della regina Nefertiti, "grande sposa reale". All'età di circa tredici anni venne data in moglie al fratellastro Tutankhaton (poi conosciuto come Tutankhamon), figlio anch'egli di Akhenaton, e di una moglie secondaria la cui identità è incerta. Oggi si è stabilito che Akhenaton lo ebbe da una propria sorella, identificata con la mummia The Younger Lady
.

Il cambio della divinità nel nome (da Aton ad Amon), come anche nel nome dello sposo Tutankhamon, doveva essere il simbolo del proprio impegno a ripristinare gli antichi culti, in particolare quello di Amon, al termine della cosiddetta "eresia amarniana" intrapresa da Akhenaton e conclusasi con la sua morte, intorno al 1335 a.C.

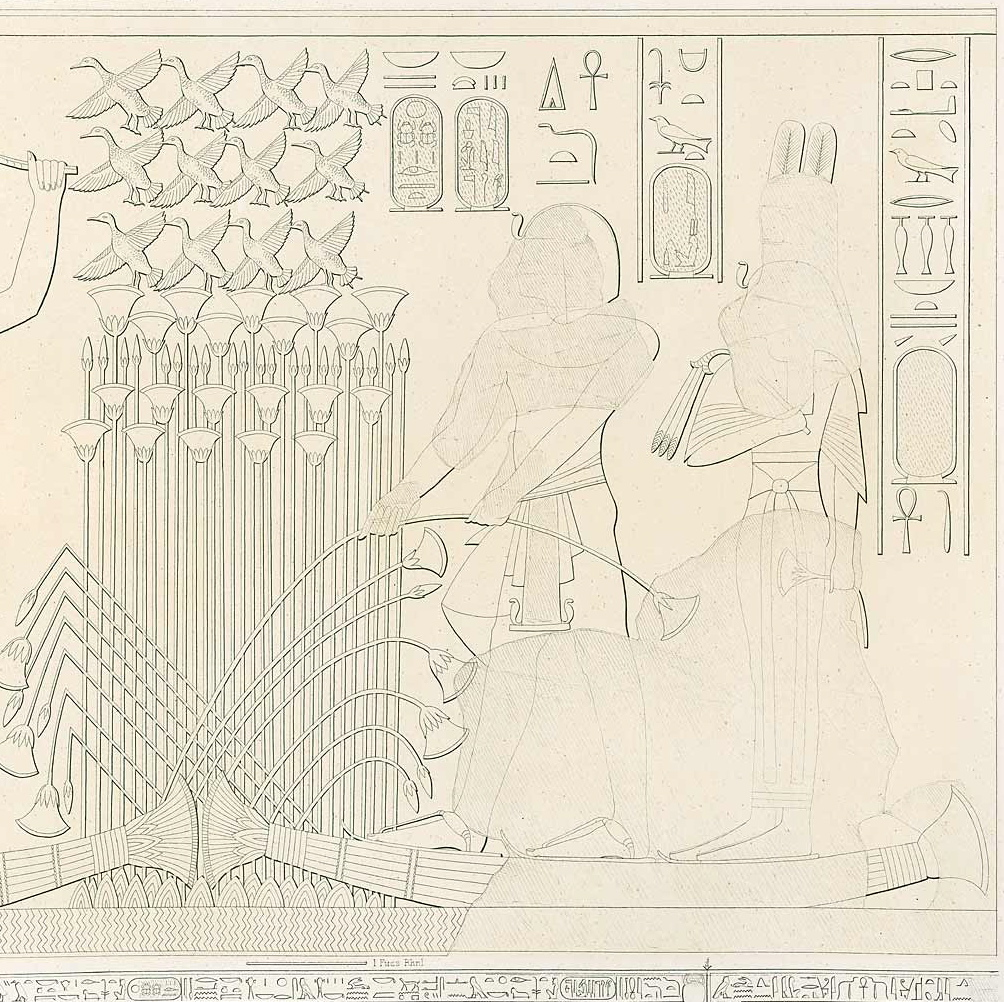
Riproduzione della scena della tomba KV23 di Ay, raffigurato accanto a una regina, la quale non può essere che Tey. Il cartiglio non può infatti contenere il nome di Ankhesenamon (disegno di Karl Richard Lepsius, 1849)

### Matrimoni
Si ritiene che abbia sposato, in prime nozze, il proprio padre Akhenaton. Alla morte di questi, si unì in matrimonio, rispettivamente, al fratellastro Tutankhamon e, secondo una teoria dibattuta, al suo successore Ay. Non essendo l'alto funzionario Ay e il generalissimo Horemheb di stirpe reale, infatti, l'unica legittimazione al trono sarebbe potuta venire solo attraverso questi matrimoni. L'ipotesi che abbia sposato Ay però, è stata riconosciuta come poco verosimile: nella tomba di Ay, l'anziano faraone è raffigurato mentre caccia affiancato dalla moglie; il cartiglio vicino alla raffigurazione, a cui è caduta la pittura dei geroglifici del nome della moglie, risulta troppo piccolo per contenere il nome di Ankhesenamon, mentre calzerebbe perfettamente il nome della sua consorte principale, la regina Tey. Di conseguenza, la teoria del matrimonio fra Ay e Ankhesenamon non possiederebbe riscontri al di fuori di un anello (già noto ad Howard Carter, in quanto individuato a Luxor presso un mercante di antichità) in cui i nomi di Ay e della vedova di Tutankhamon sono affiancati, benché l'autenticità di tale monile sia oggetto di discussioni. La questione è tuttora dibattuta. L'egittologo Bob Brier ha ipotizzato che Ay avrebbe sposato la giovane regina vedova per poi ucciderla e ritornare alla sua moglie originaria Tey, motivo per cui Tey apparirebbe nella tomba di Ay; non esiste comunque alcuna prova di ciò.
(F. Cimmino)

## Le Lettere ittite

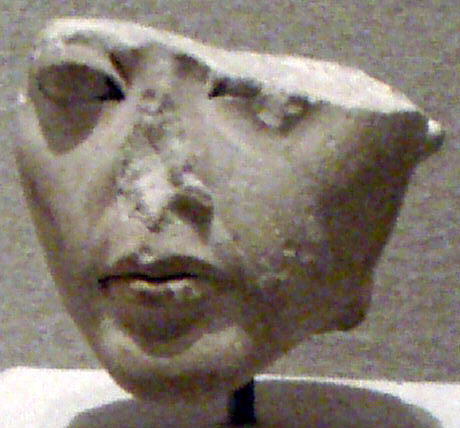
Testa di una principessa di Amarna, forse Ankhesenamon. New York, Brooklyn Museum.

In Ankhesenamon sarebbe da individuare inoltre la regina vedova che, alla morte di Tutankhamon, nel gennaio del 1323 a.C., scrisse al re degli Ittiti Šuppiluliuma I una lettera con cui chiedeva al sovrano straniero di inviarle uno dei suoi figli per sposarlo e renderlo re dell'Egitto. Della lettera si è trovata copia in un archivio reale, nei pressi della moderna cittadina turca di Bogazkoy (nel sito dell'antica capitale hittita Ḫattuša), in quelli che sono meglio noti come gli Annali di Muršili II, tav. VII (KB02003), dal titolo: Gesta di Šuppiluliuma narrate dal figlio Mursili. È noto che la missiva, contenente tra l'altro la frase:
venne recata alla corte ittita da un messaggero di nome Hani e che, per una ovvia diffidenza, trattandosi di un Paese comunque nemico, Šuppiluliuma abbia inviato in Egitto, prima di prendere una decisione, un proprio ambasciatore, Ḫattuša Zitiš, guadagnando così tempo ma perdendo anche l'occasione di inglobare l'Egitto nel suo impero. A seguito di tale missione la regina vedova confermò la richiesta:
Il prescelto fu il principe Zannanzaš che, però, non giunse mai a destinazione, venendo, molto probabilmente, assassinato durante il viaggio.

### Identità della regina mittente delle Lettere ittite

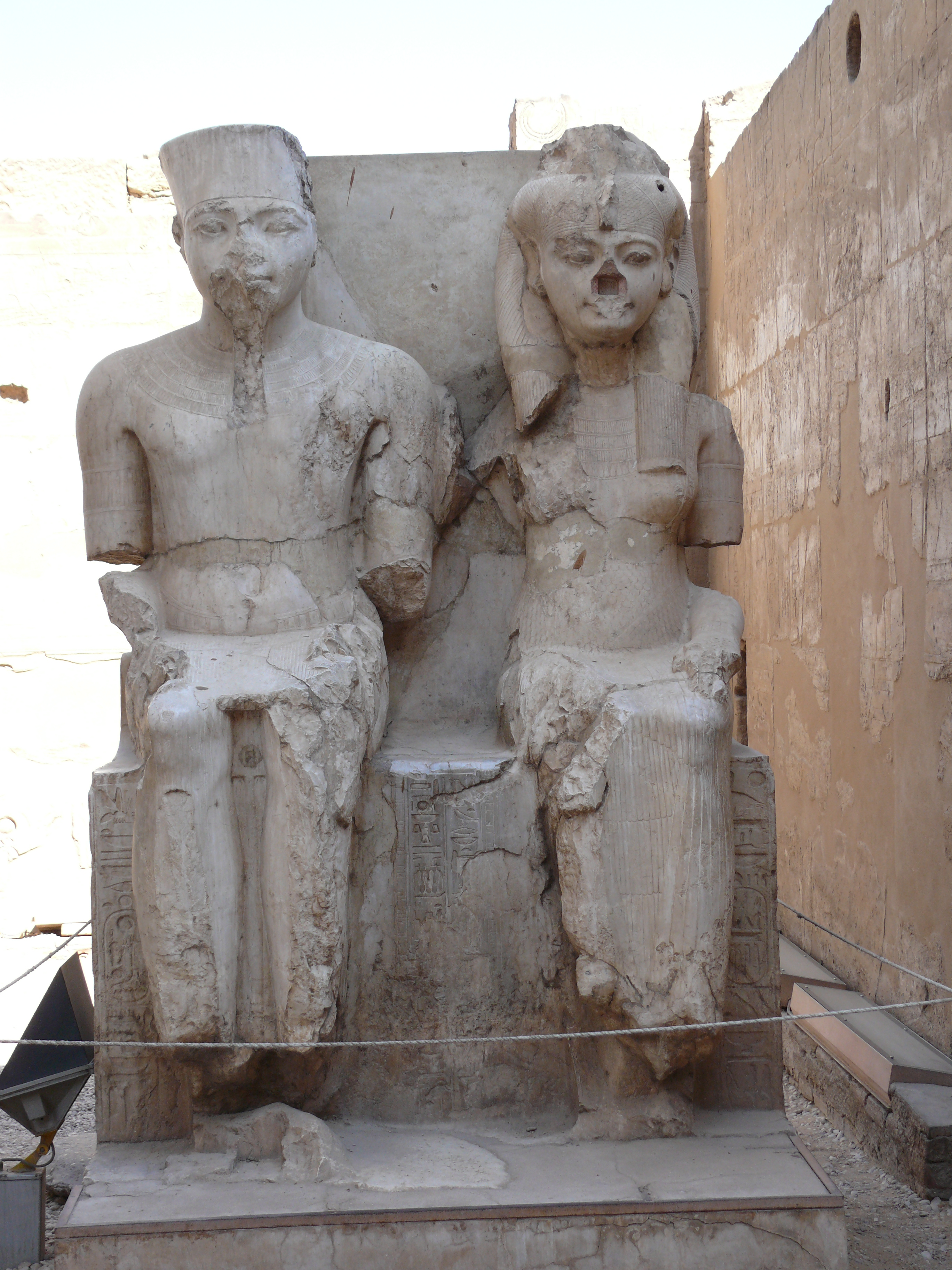
Tutankhamon e Ankhesenamon, nelle vesti di Amon-Ra e Mut, in un colosso danneggiato nel tempio di Luxor.

L'identità della regina che scrisse queste lettere è incerta. Negli annali ittiti è chiamata Dakhamunzu, probabilmente la lettura ittita del titolo egizio Takhemetnesut ("sposa del re"). Oltre alla candidata tradizionale Ankhesenamon, sono state proposte come possibili autrici anche Nefertiti e Merytaton. Ankhesenamon parve la più probabile siccome, alla morte di Tutankhamon, non era in vita nessun erede legittimo della famiglia reale egizia, mentre Akhenaton aveva almeno due eredi legittimi (Smenkhara e Tutankhamon), sebbene non figli di Nefertiti. Questa considerazione era però basata sulla durata tradizionale del regno di Horemheb, successore di Ay, che i documenti egizi vogliono sia durato 27 anni, mentre è stato accertato che non durò più di 14 (finse infatti di essere diventato re prima dell'eresia amarniana, nel tentativo di far dimenticare Akhenaton e i suoi immediati successori). In questo modo, sembra probabile che il faraone defunto in questione possa essere Akhenaton. La frase "Non mi piegherò mai a sposare uno dei miei servi" potrebbe riferirsi al visir Ay, ma anche a un esponente di una linea secondaria della dinastia; la traduzione alternativa del termine "servi" può facilmente essere "sudditi". Siccome Nefertiti viene raffigurata e descritta, sui monumenti, potente esattamente quanto il marito, anche nell'abbattere i nemici del Paese, potrebbe essere proprio lei la Dakhamunzu della corrispondenza amarniana; questa tesi è sostenuta dall'egittologo Nicholas Reeves. Ankhesenamon, d'altro canto, potrebbe esser stata oggetto di pressioni da parte di Ay a sposarlo per legittimare la propria ascesa al trono d'Egitto: ciò potrebbe anche spiegare l'espressione "ho paura", anche considerando la teoria popolare, ma rigettata dall'archeologia, che vede un intrigo ordito da Ay come causa della morte prematura di Tutankhamon. Una tomografia computerizzata realizzata nel 2005 sui resti del faraone diciottenne ha mostrato che questi si ruppe malamente la gamba poco prima di morire, e che ciò produsse una grave infezione. Inoltre, esami sul DNA effettuati nel 2010 hanno dimostrato la presenza della malaria nell'organismo di Tutankhamon. Malaria e infezione, combinati, portarono molto verosimilmente il re alla morte.

## Epilogo
Il re degli Ittiti, non inviando subito il proprio figlio in Egitto, consentì ad Ay di prendere il potere dopo aver organizzato le cerimonie funebri di Tutankhamon, che richiedevano 70 giorni, e dopo averlo seppellito in una tomba (la KV62) nella Valle dei Re approntata frettolosamente, forse con oggetti sottratti per la necessità ad altre sepolture regali. Infatti, come nella mitologia egizia Horus assurge alla regalità solo dopo aver seppellito Osiride, parimenti chi seppelliva il faraone diventava, nelle usanze egizie, il successivo sovrano. Nelle pitture parietali della camera sepolcrale di Tutankhamon, Ay è rappresentato come sacerdote officiante del rito funebre mentre esegue la cerimonia di apertura della bocca per infondere nella mummia l'uso dei sensi e, appunto, indossa già la corona blu kepresh, segno indiscutibile della sua ascesa al trono.
Non si conosce il destino della vedova-sorellastra di Tutankhamon dopo il suo possibile matrimonio con l'anziano faraone Ay. Si può ipotizzare che sia morta, poco più che ventenne, durante il quadriennio di regno di Ay (1323 a.C. - 1319 a.C.).

## La mummia KV21a

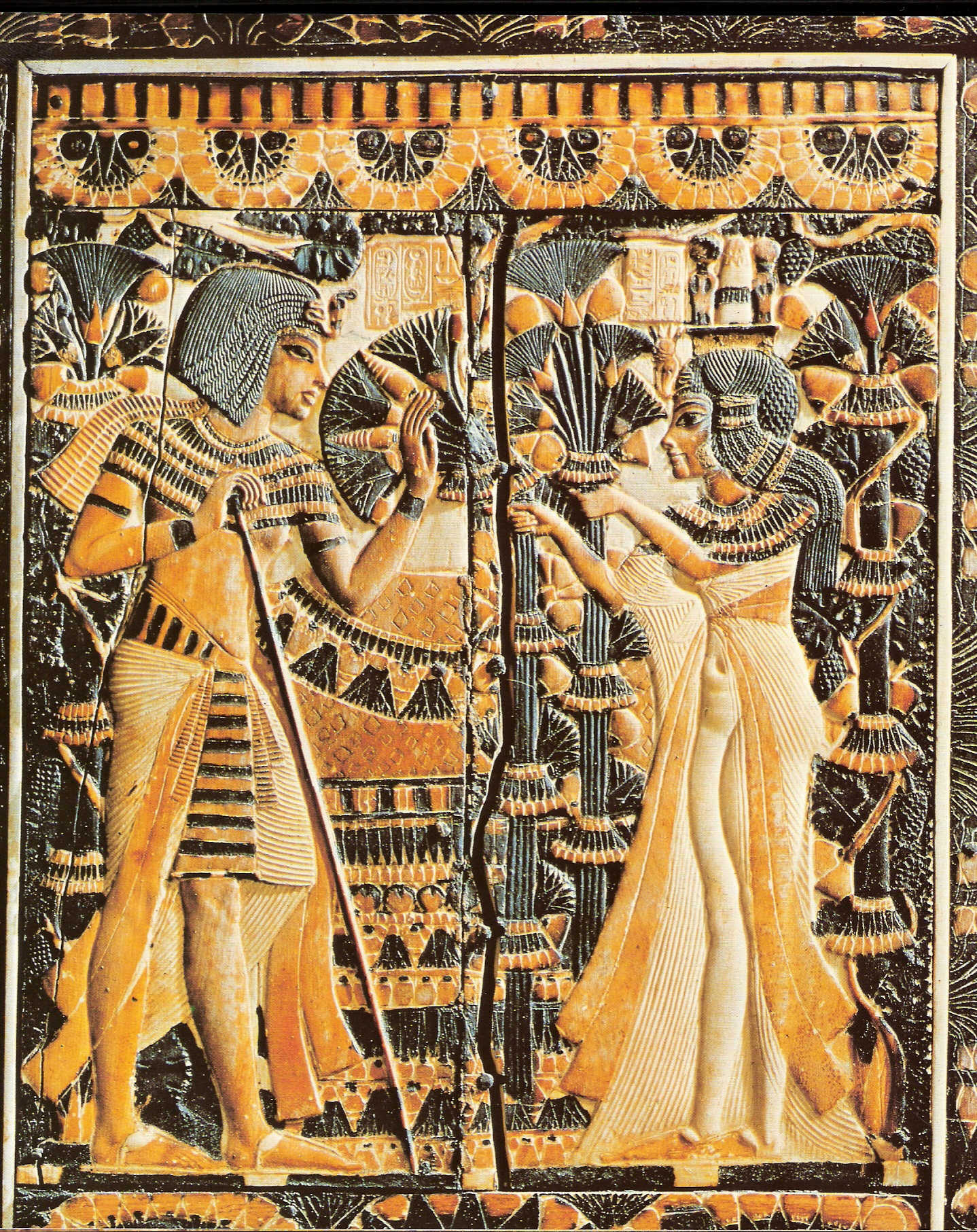
Tutankhamon raffigurato mentre riceve fiori da Ankhesenamon come pegno d'amore, dal coperchio di una cassa ritrovata nella tomba di Tutankhamon.

Un esame del DNA, annunciato nel 2010, ha portato a ipotizzare che una delle due mummie reali, femminili, rinvenute nella tomba KV21 della Valle dei Re appartenesse alla regina Ankhesenamon.
È stato provato che i due feti rinvenuti con Tutankhamon furono figli nati morti di lui; la teoria corrente vuole che la madre dei figli di Tutankhamon fosse Ankhesenamon. Non è stato possibile ricavare abbastanza DNA dai resti della KV21 per poter giungere a conclusioni sicure sull'identità delle due regine. Tuttavia il medesimo esame ha potuto appurare che la mummia classificata come KV21a sarebbe la madre dei due feti nella tomba di Tutankhamon. Ankhesenamon fu l'unica moglie nota di Tutankhamon: per questo motivo è ritenuta la madre dei due feti.
Tale identificazione apre comunque delle problematiche: se la mummia KV21a è quella di Ankhesenamon, allora la mummia della celebre tomba KV55 non può appartenere ad Akhenaton (cosa invece ritenuta molto verosimile, in quanto geneticamente di un figlio di Amenofi III e Tiy, e del padre di Tutankhamon), che le testimonianze storiche vogliono fosse suo padre. Il DNA della KV21a è quello della madre dei due feti, ma non quello di una figlia di Akhenaton. Le possibilità sono:
- la mummia KV21a non sarebbe di Ankhesenamon, ma di una moglie sconosciuta di Tutankhamon, oppure
- la mummia della tomba KV55 non sarebbe di Akhenaton ma di un suo fratello (forse l'enigmatico faraone Smenkhara), oppure
- la mummia KV55 sarebbe Akhenaton e la mummia KV21a sarebbe Ankhesenamon, ma allora egli non fu il padre biologico di sua figlia.

Comunque, il DNA della mummia KV21a non combacia particolarmente con la linea principale della XVIII dinastia, pur combaciando con quello dei tutmosidi.

## La tomba KV63 della Valle dei Re
Nel giugno 2006 è stata annunciata da parte dell'archeologo Dr. Otto Scahden la scoperta, nella Valle dei Re, di una nuova tomba classificata come KV63. Si tratta di una singola camera sotterranea, scavata nella roccia calcarea, a cui si accede tramite un pozzo profondo 5 metri. Al suo interno sono stati rinvenuti 7 sarcofagi vuoti (alcuni dei quali estremamente danneggiati o parzialmente disintegrati), 28 giare, abiti femminili e scorte di sale natron, utilizzato per la mummificazione. Alcuni feretri antropoidi furono chiaramente realizzati per defunti di sesso femminile. V'era inoltre un piccolo sarcofago in foglia d'oro, lungo solamente 42 centimetri, verosimilmente destinato a un bambino. Furono individuati inoltre frammenti di ceramica recanti il nome, "...paaton". L'unico membro della famiglia reale a noi noto recante questo nome fu proprio Ankhesenamon, il cui nome alla nascita era Ankhesenpaaton. Le datazioni presenti sui feretri e sugli oggetti indicano gli anni di Akhenaton e Tutankhamon. Si è ritenuto che tale sepoltura fosse destinata proprio ad Ankhesenamon anche a motivo della sua immediata vicinanza alla KV62, la tomba di Tutankhamon: dista da questa appena 15 metri. Altri studiosi hanno ipotizzato che si trattasse di un deposito per gli oggetti necessari all'imbalsamazione di Tutankhamon.